# Bamako
Bamako is de hoofdstad en grootste stad van het Afrikaanse land Mali. De stad heeft een bevolking van 1,8 miljoen inwoners (2009) en ligt aan de rivier de Niger in het zuidwestelijke deel van het land. 

## Economie
Bamako is het regeringscentrum van het land. De stad heeft tevens een haven aan de rivier en is een regionaal handelscentrum waar landbouwproducten als rijst en aardnoten worden verhandeld. Er zijn ook industrieën: de belangrijkste zijn de textielindustrie, de vleesverwerkende industrie en de metaalindustrie. Ook is er visserij op de Niger.
Bamako heeft een internationale luchthaven.
In de stad zijn verschillende hogescholen.

## Geschiedenis
Ten tijde van het Koninkrijk Mali was het een belangrijk centrum voor (moslim)scholing. Tegen de 19e eeuw was het belang van de stad echter afgenomen. In 1880 werd de regio ingenomen door Franse troepen onder leiding van Joseph Gallieni. Bamako bestond toen uit enkele dorpen met maar enkele honderden inwoners. In 1904 werd de stad verbonden via het spoor met Kayes en in 1908 werd Bamako de hoofdstad van Frans Soedan. In 1920 telde de stad 16.000 inwoners. In 1923 was de spoorlijn naar Dakar voltooid en in 1929 kwam een brug over de Niger gereed. De stad telde in 1936 circa 21.000 inwoners. In 1960 werd de stad, die toen circa 76.000 inwoners telde, de hoofdstad van Mali. Vanaf dat moment volgde een sterke groei van de bevolking. 
Volgend op de burgeroorlog van 2012–2013 vond in Bamako op 20 november 2015 een gijzeling plaats in het Radisson Blu hotel, waarbij 21 mensen om het leven kwamen.

## Geografie
Bamako strekt zich uit over beide oevers van de Niger. De rivier is er van half juni tot half december stroomopwaarts bevaarbaar tot in Kouroussa in Guinee. Stroomafwaarts is de rivier bevaarbaar tot in Gao, dankzij een kanaal om de Sotubawatervallen te omzeilen.

### Klimaat
In delen van het jaar voert een droge harmattanwind zand en stof van de Sahara aan. Het regenseizoen in Bamako is van mei tot oktober.

## Cultuur
In Bamako is het Musée national du Mali gevestigd met archeologische en etnologische collecties. Ook is er een botanische tuin en een dierentuin.

### Religie
Sinds 1955 is de stad de zetel van het rooms-katholieke aartsbisdom Bamako. De Grote Moskee van Bamako is een moskee in het centrum van de stad.

## Bestuurlijke indeling
Bamako behoort niet tot een van de tien regio's van Mali maar is een afzonderlijk district. Dit district is ingedeeld in zes communes (genummerd van I tot en met VI) en staat onder leiding van een burgemeester. Bamako wordt volledig omringd door de regio Koulikoro.

## Stedenbanden
- Angers (Frankrijk), sinds 1974
- Bordeaux (Frankrijk)

## Geboren
- Modibo Keïta (1915–1977), president van Mali (1960–1968)
- Aminata Traoré (1942), schrijfster en politica
- Bernadette Sanou Dao (1952), Burkinees minister en schrijfster
- Amadou & Mariam (1954 & 1958), muzikanten
- Jean Tigana (1955), Frans voetballer
- Toumani Diabaté (1965-2024), koraspeler
- Koman Coulibaly (1970), voetbalscheidsrechter
- Seydou Keita (1980), voetballer
- Mahamadou Diarra (1981), voetballer
- Johan Kalifa Bals (1984), acteur en zanger
- Modibo Maïga (1987), voetballer
- Cheick Diabaté (1988), voetballer
- Abdou Traoré (1988), voetballer
- Mahamane Traoré (1988), voetballer
- Kalifa Coulibaly (1991), voetballer
- Adama Niane (1993), voetballer
- Alassane Diallo (1995), voetballer
- Aya Nakamura (1995), Malinees-Frans R&B-zangeres
- Lassana Coulibaly (1996), voetballer
- Almamy Touré (1996), voetballer
- Moussa Djenepo (1998), voetballer
- Gaoussou Diarra (2002), voetballer
- Amadou Koné (2005), voetballer

hoofdstedelijk district Bamako · Gao · Kayes · Kidal · Koulikoro · Ménaka · Mopti · Ségou · Sikasso · Taoudénit · Timboektoe